# 弗雷讷 (科多尔省)
弗雷讷（法語：Fresnes，法語發音：[fʁɛn] ⓘ）是法国科多尔省的一个市镇，属于蒙巴尔区。

## 地理
弗雷讷（47°36'28"N, 4°26'21"E）面积13.07 平方千米，位于法国勃艮第-弗朗什-孔泰大區科多尔省，该省份为法国中东部省份，北起奥布省，西接涅夫勒省和约讷省，南至索恩-卢瓦尔省，东南接汝拉省，东临上索恩省，东北部与上马恩省接壤。
与弗雷讷接壤的市镇（或旧市镇、城区）包括：图永、塞尼、伯努瓦塞、库尔塞勒莱蒙巴尔、埃兰日、凡莱蒙巴尔、吕斯奈勒迪克。

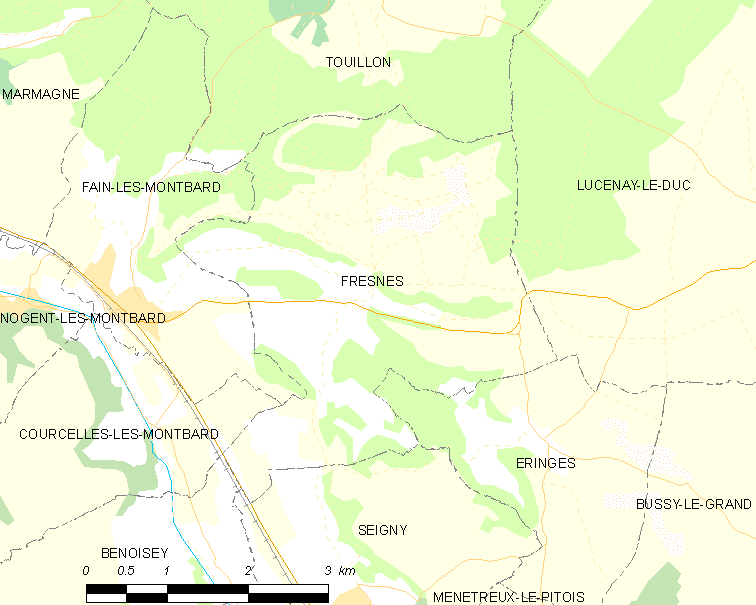
的OSM定位图

弗雷讷的时区为UTC+01:00、UTC+02:00（夏令时）。

## 行政
弗雷讷的邮政编码为21500，INSEE市镇编码为21287。

## 政治
弗雷讷所属的省级选区为蒙巴尔县。

## 人口

1962-2008年间人口变化图示

弗雷讷于2022年1月1日时的人口数量为154人。